# Pržno (district de Vsetín)
Pour les articles homonymes, voir Pržno.
Pržno (en allemand : Preschno) est une commune du district de Vsetín, dans la région de Zlín, en République tchèque. Sa population s'élevait à 647 habitants en 2020.

## Géographie
Pržno se trouve à 7 km au nord-ouest de Vsetin, à 10 km au sud-sud-est de Valašské Meziříčí, à 28 km au nord-est de Zlín et à 264 km à l'est-sud-est de Prague.
La commune est limitée par Mikulůvka et Bystřička au nord, par Jablůnka à l'est, par Ratiboř au sud, et par Kateřinice à l'ouest.

## Histoire
La première mention écrite du village date de 1372.